# Pedro de Alcalá (misionero)
Pedro de Alcalá (Alcalá la Real, c. 1651-San Francisco, Venezuela 1721) fue un misionero capuchino que fundó varios pueblos en Venezuela.

## Biografía
Misionero capuchino andaluz. Fundador de varios pueblos en Venezuela. Salió de Cádiz el 16 de diciembre de 1698 y llegó a la provincia de Venezuela a principios del año siguiente. Tras su llegada reunió a orillas del río Cojedes una congregación de indios gayones con su iglesia, la cual bautizó con el nombre de San Diego o San Francisco de Cojedes. De este pueblo partirían las expediciones evangelizadoras hacia los llanos. En 1706, siendo doctrinero de Cojedes, se opuso a la entrega al ordinario de las villas de San Carlos y el Pilar de Araure  y los pueblos de San Miguel de Acarigua , San Francisco de Tirgua y San José de Mapuey, por no ser todavía conveniente. En 1709, con ayuda de vecinos, reunió una escolta de 160 soldados, al mando del capitán Juan Fernández de la Fuente y junto con el fray Marcelino de San Vicente entró a los llanos de los ríos Portuguesa, Boconó y Masparro, sacando a los 2 meses 158 indios atatures y 58 masparros. Los dominicos, que tenían asignada esta región, protestaron por la intromisión capuchina y el padre Alcalá debió suspender sus intentos evangelizadores.
En 1714 fundó el pueblo de la Purísima Concepción de Tinajas, poblado con indios guáricos. En 1715 penetró por el río Santo Domingo y sacó más de 300 achaguas, que pobló en San Diego, pero al poco tiempo casi todos huyeron, excepto por unos 30. En 1716 se encargó del pueblo de San Antonio de Sarare, mudanza de Araure y agregó 63 familias atatures y otros indígenas dispersos. En mayo de 1720 fue elegido prefecto de las Misiones Capuchinas de los Llanos, e inmediatamente reunió a los demás misioneros en capítulo en San Diego, donde se acordó hacer entrega al ordinario de las villas y pueblos antes mencionados, por considerar que su administración dificultaba la evangelización de los indios gentiles, debido a la falta de sacerdotes. El 21 de ese mes se firmó dicho acuerdo en San Carlos y fray Pedro viajó a Caracas, donde defendió su postura ante el obispo, quien aprobó la decisión el 25 de junio. Esta situación no fue del agrado de un sector eclesiástico que influyó para oponerse a la decisión del prefecto y éste escribió una carta al Rey el 23 de julio siguiente, donde justificaba lo acordado por carecer la congregación de por lo menos 12 religiosos que salieran a evangelizar, al mismo tiempo que se atendían las poblaciones. El monarca, sin embargo, contestó, en carta de 26 de agosto de 1721, desautorizando el abandono de las villas y pueblos referidos. Ese año, fray Pedro estaba adelantando la fundación de otro pueblo cerca de Ocumare de la Costa, a petición del gobernador Marcos de Castro, para proteger esta ribera de los ataques de corsarios; el proyecto quedó inconcluso por terminación del mandato de Castro y la muerte del misionero.